# Anthomyza gracilis
Anthomyza gracilis är en tvåvingeart som beskrevs av Fallen 1823. Anthomyza gracilis ingår i släktet Anthomyza och familjen sumpflugor. Arten är reproducerande i Sverige. Inga underarter finns listade i Catalogue of Life.